# Myomètre
Le myomètre est la couche musculeuse interne de la paroi de l'utérus. Il est composé de trois couches (de l'intérieur à l'extérieur) : 
- le myomètre subendométrial, ou stratum subvasculare, qui est constitué essentiellement de fibres musculaires circulaires qui se dirigent vers les trompes ;
- la couche moyenne, ou stratum vasculare, qui représente le corps principal du myomètre et qui est constituée de trois courts faisceaux disposés tridimensionnellement ;
- la couche externe, ou stratum supravasculare, qui est constituée de fibres musculaires parallèles à l'axe de l'utérus.

Durant la grossesse, le travail musculaire du myomètre est nul, mais lors de l'accouchement, la transmission du travail musculaire est maximale et le myomètre contribue à expulser le fœtus.
Pendant l'accouchement, les deux couches externes se contractent pour expulser le bébé.
Les contractions sont inhibées par de fortes concentrations de progestérone.